# Kad Merad
Kad Merad, cujo nome é Kaddour Merad (Sidi Bel Abbes, Argélia, 27 de Março de 1964), é um actor de cinema e teatro, cómico, humorista e guionista franco-argelino.
Desde 1992 que vive com a escritora Emmanuelle Cosso, com a qual tem um filho, Kalil, nascido em 2004.
Recebeu um César para o melhor actor secundário, em 2007, pelo seu papel de Paul Tellier, no filme Eu Estou Bem, não se preocupem.

## Filmografia

### Como actor
- 2001: La Grande Vie!
- 2003: Bloody Christmas
- 2003: Le Pharmacien de garde
- 2003: La Beuze
- 2003: Mais qui a tué Pamela Rose?
- 2003: Rien que du bonheur
- 2003: Les Clefs de bagnole (cameo)
- 2004: Les Choristes
- 2004: Monde extérieur
- 2004: Les Dalton
- 2005: Iznogoud
- 2005: Propriété commune
- 2005: Les Oiseaux du ciel
- 2006: Un ticket pour l'espace
- 2006: Je vais bien, ne t'en fais pas (Eu Estou Bem, não se Preocupem)
- 2006: J'invente rien
- 2006: Les Irréductibles
- 2006: Essaye-moi
- 2007: Je crois que je l'aime
- 2007: La Tête de maman
- 2007: Pur week-end
- 2007: 3 amis
- 2007: Ce soir je dors chez toi
- 2008: Bienvenue chez les Ch'tis (Bem-vindos ao Norte)
- 2008: Le Petit Nicolas
- 2009: RTT
- 2010: 22 Balas

- 2010: Proteger et servir

- 2011: Monsieur Papa

- 2013: Des gens qui s'embrassent

### Curtas metragens
- 1995: Dialogue au sommet
- 1996: Jour de chance au bâtiment C
- 1999: Jeu de vilains
- 2001: Faute de grive
- 2001: Les Tombales
- 2002: Visite guidée
- 2002: Bloody Christmas

### Voz
- 2003: Frère des ours, cedeu a voz ao personagem Truc

### Como argumentista
- 2003: Mais qui a tué Pamela Rose?
- 2006: Un ticket pour l'espace